# Popeci (grup)
Popeci este un grup de companii din Craiova, deținut de Constantin și Călin Popeci.
Din grupul Popeci fac parte companiile Popeci Utilaj Greu, Popeci Utilaj Minier, Popeci Auto și Popeci Motors.
Constantin Popeci a fost vicepreședinte al Camerei de comerț Oltenia (CCIO) timp de zece ani
.
Cifra de afaceri în 2009: 90 milioane euro